# Sojuz MS-18
Sojuz MS-18 je ruská kosmická loď řady Sojuz. Nosná raketa Sojuz 2.1a loď vynesla 9. dubna 2021 z kosmodromu Bajkonur k Mezinárodní vesmírné stanici (ISS), kam dopravila tři členy Expedice 65. Na zemi se vrátila 17. října 2021.

## Posádka
Hlavní posádka:
- Oleg Novickij (3), velitel, Roskosmos
- Pjotr Dubrov (1), palubní inženýr, Roskosmos – při přistání: Klim Šipenko (1), účastník kosmického letu, Pěrvyj kanal
- Mark Vande Hei (2), palubní inženýr, NASA – při přistání: Julija Peresildová (1), účastnice kosmického letu, Pěrvyj kanal

V závorkách je uveden dosavadní počet letů do vesmíru včetně této mise.
Záložní posádka
- Anton Škaplerov, velitel, Roskosmos
- Oleg Artěmjev, palubní inženýr, Roskosmos
- Anne McClainová, palubní inženýr, NASA

## Průběh letu

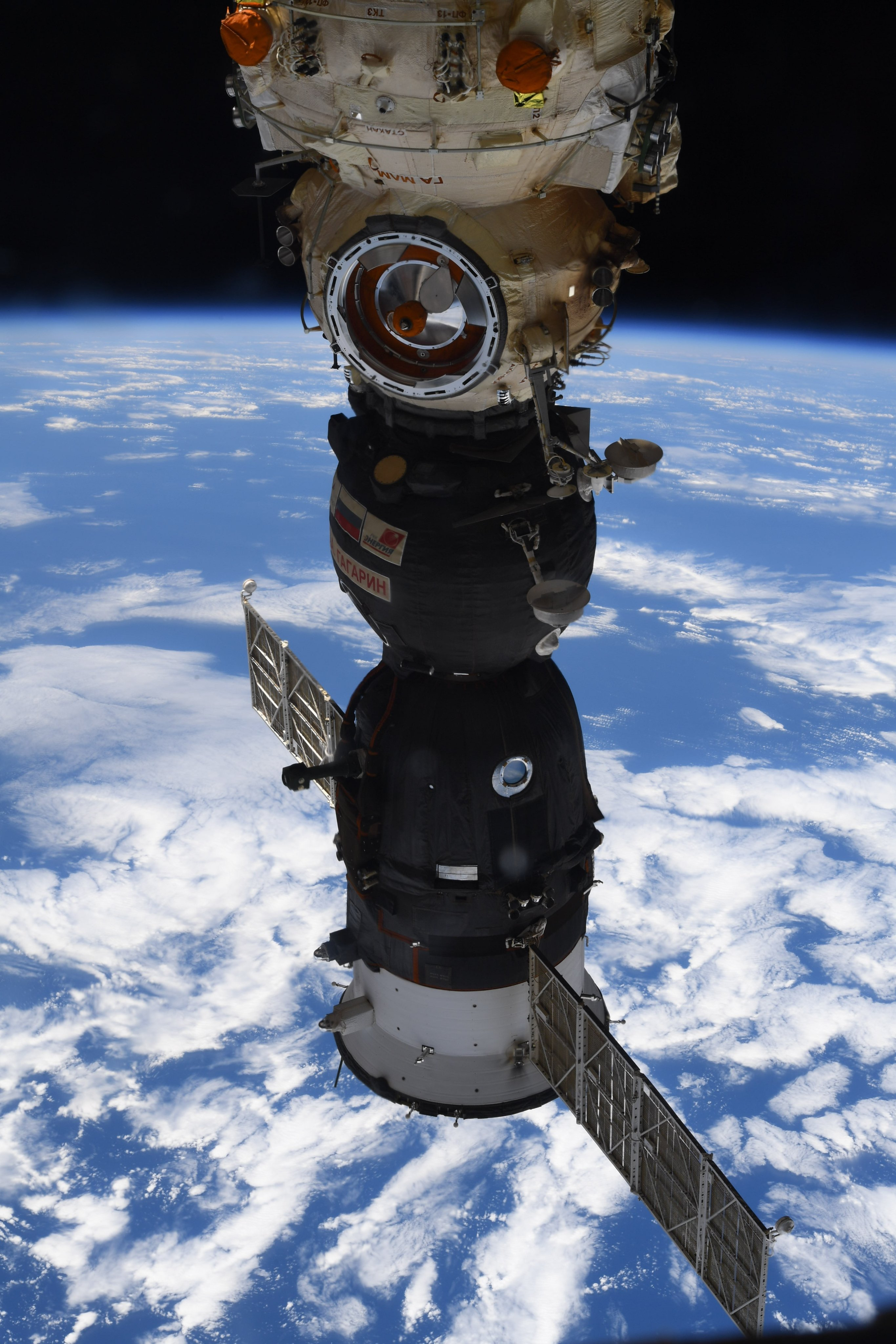
Soyuz MS-18 ve vesmíru

Loď nesená raketou Sojuz 2.1a odstartovala z kosmodromu Bakonur 9. dubna 2021 v 07:42:40 UTC a za necelé tři a půl hodiny dorazila k ISS, k jejímuž modulu Rassvet (port Rassvet nadir) se připojila v 11:05:07 UTC. Členové posádky se tak stali současně členy dlouhodobé mise na ISS označované jako Expedice 65.
Podle plánu se v lodi na Zemi 17. října 2021 vrátí z posádky pouze její velitel Novickij, zatímco Dubrov a Vande Hei zůstanou na ISS i s Expedicí 66. Uvolněná místa v Sojuzu MS-18 pak zaplní ruský filmový režisér Klim Šipenko a herečka Julija Peresildová, kteří na ISS přiletěli 5. října 2021 v Sojuzu MS-19, aby natočili záběry pro připravovaný film Vyzov (rusky Вызов; doslovně Výzva). Na jejich místech v Sojuzu MS-19 se naopak 28. března 2022 vrátí na Zemi Dubrov a Vande Hei.
Posádka Sojuzu MS-18 přeparkovala 28. září svou loď z modulu Rassvet na nový vědecký modul Nauka. Loď se všemi třemi kosmonauty na palubě se od Rassvetu odpojila v 12:21 UTC a k Nauce se – jako vůbec první v historii – připojila o 43 minut později.
Jako součást příprav na odlet lodi od stanice a návrat na Zemi provedli ruští letoví dispečeři 15. října 2021 v 9:02 UTC  plánovaný test zážehu trysek Sojuzu MS-18. Zážeh nečekaně pokračoval i po skončení testovacího okna, což způsobilo ztrátu kontroly nad polohou stanice v 09:13 UTC. Letoví dispečeři kontrolu během půl hodiny obnovili a uvedli stanici zpět do stabilní konfigurace. Nikdo z 10 členů posádky nebyl událostí nijak ohrožen.
Loď o dva dny později z ISS dopravila na Zemi velitele Olega Novického a dva účastníky kosmického letu, Klima Šipenka a Juliji Peresildovou, kteří na ISS přiletěli 5. října 2021 v Sojuzu MS-19. Zbylí dva členové původní posádky Sojuzu MS-18, Pjotr Dubrov a Mark Vande Hei, zůstali na stanici a stali se součástí Expedice 66. Jejich let bude trvat 355 dní a Vande Hei se 15. března stane držitelem amerického rekordu v délce kosmického letu, který od roku 2016 patří astronautu Scottu Kellymu (340 dní, 8 hodin, 43 minut).
K odpojení Sojuzu MS-18 od stanice došlo 17. října 2021 v 01:14 UTC a po čtyřapůlminutovém zážehu a separaci modulů dosedl přistávací modul v kazašské stepi v 04.35:44 UTC. Let lodi a jejího velitele Novického trval 190 dní, 20 hodin a 53 minut, zatímco Šipenko a Peresildová se na Zemi vrátili po 11 dnech, 19 hodinách a 40 minutách.